# 横穴式石室

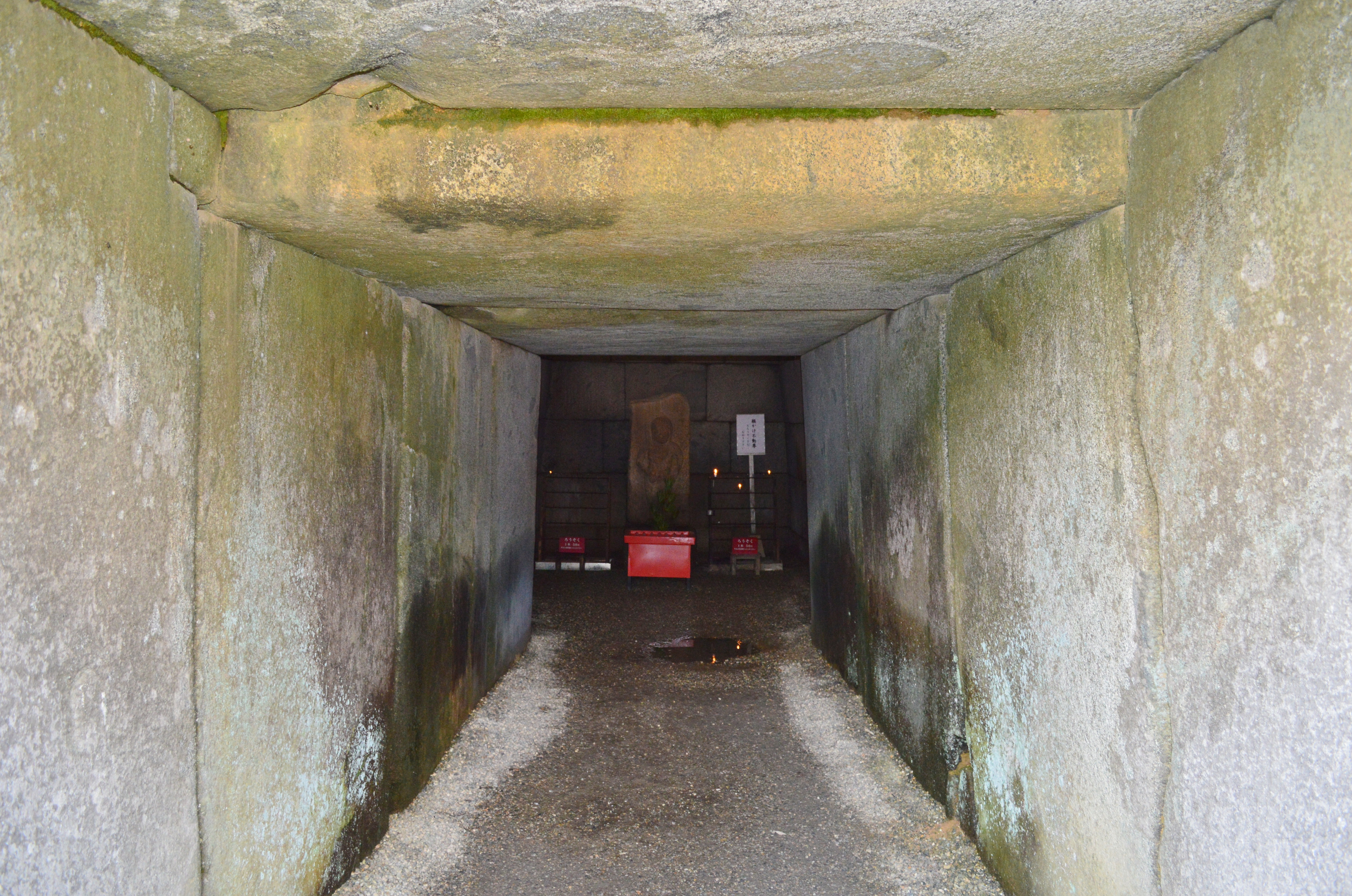
文殊院西古墳の横穴式石室

横穴式石室（よこあなしきせきしつ）とは、中国の漢代に発達し、日本では古墳時代後半に盛んに造られるようになった古墳の横に穴をうがって遺体を納める玄室へつながる通路に当たる羨道（せんどう）を造りつけた石積みの墓制。中国前漢代の中原で多くつくられ、前漢中期以降、中国全域に普及した塼室墓に起源をもつ。

## 概要
イギリスの古墳（羨道墳、Passage grave）などヨーロッパやインドなどでも普遍的に見られる墳丘墓の内部施設であるが、特に日本の場合は、古墳時代前期の粘土槨による竪穴式の墓室や竪穴式の石室に対する概念として、中国の塼槨墓（せんかくぼ）の影響を受けながら、新羅などの朝鮮半島諸国や日本で発展・盛行した横穴式の古墳内部施設としての墓室を指す概念である。
横穴式石室は、中国の漢代に塼で築いたものが発達した大陸系の墓制であり、朝鮮を通過して日本に伝えられたものである。具体的には、高句麗の影響が、5世紀頃に百済や伽耶諸国を経由して日本にも伝播したとみられ、主に6世紀から7世紀の古墳で盛んに造られた。奈良県の石舞台古墳のような巨石を用いるもの（石舞台の場合は墳丘が喪失している）が典型的であるが、中国の塼槨墓を意識したような切石や平石を互目積（ごのめづみ）にした磚槨式石室と呼ばれるものもある。

## 日本での横穴式石室
日本列島でも横穴式石室や横穴系墓室は、4世紀後半から北部九州で造られ、それが九州全域に拡がり、東の方へ伝わった。
- 4世紀後半には、北部九州の福岡市に老司古墳と鋤崎古墳で造られている。それぞれの墳丘長は約90メートルと62メートルの前方後円墳である。老司は後円部に3基、前方部に1基を、杉崎は後円部に埋葬施設が確認されている。
- 5世紀の初頭から前半には、福岡市西区に丸隈山古墳や佐賀県唐津市浜玉町に横田下古墳[5]などが築造され、より整形された割石積みの横穴式石室を持つようになっている。
- 5世紀中葉から後半には、九州の北部から中部にまでひろがり、福岡県八女郡広川町石人山古墳や熊本県玉名郡菊水町江田船山古墳などのように地域的な特徴をもった横穴式石室が盛行する。また、北部九州の各地では石棺式石室などが考え出され、福岡県行橋市では竹並横穴群が知られている。さらに宮崎県南部から鹿児島県東部に地下式横穴墓が墳丘の下につくられている。例えば宮崎県東諸県郡国富町の塚原地下式横穴墓A号など。
- 九州から東の地域では、5世紀代の古墳の埋葬施設は縦穴系が一般的であるが、画一的なものでなく様々な埋葬法が各地で行われていた。このような中でも極限られた地域では横穴式石室が採用され始めていた。例えば、岡山市千足古墳、大阪府堺市塔塚古墳（方墳）、藤井寺市藤の森古墳、奈良県葛城市平岡西方古墳群所在古墳、和歌山県橋本市陵山古墳、同県和歌山市岩橋千塚古墳群の大谷22号墳、同花山6号墳、奈良県椿井富山古墳（円墳か）、福井県三方上中郡若狭町向山1号墳、三重県志摩市おじょか古墳、愛知県西尾市穴観音古墳などに極限られている。
- 6世紀になってからは横穴式石室が全国各地にひろがった。朝鮮半島で一般化されつつあった横穴石室が日本の各地にひろがるには約1世紀近くの時間がかかった。
- 646年（大化2）薄葬令が公布された。

## 朝鮮での横穴式石室
横穴式石室は、漢王朝が朝鮮半島に設置した植民地である楽浪郡の中心地であった平壌地域、および後に楽浪郡から分離した帯方郡が位置していた黄海道地域のいわゆる「楽浪古墳群」に多数分布する。すなわち、楽浪区域楽浪洞、斗団洞助王里、南寺里、貞栢洞、順川市南玉里などである。この発見によって、楽浪郡が平壌付近を支配しており、漢王朝が朝鮮の発展に巨大な影響を与えた事が強調される。北朝鮮の学者は、漢王朝の墓を扱うにあたり、それらを高句麗の墓制として再解釈している。中国漢墓と否定できない類似性を持つ遺物のために、北朝鮮の学者は、墳墓の被葬者は高句麗人であるか、または偽造だとし、「決して墳墓の朝鮮的特性を否定する根拠として解釈すべきではない」と主張する。北朝鮮の学者によると、墳墓を漢王朝の墓とする見方は、朝鮮の中国事大主義者と日本帝国主義者によって捏造された。しかし、横穴式石室は楽浪郡の在地の墓制に系譜を引くものではなく、外来的墓制であるため、石材天井塼室の被葬者と同様に遼東などの周辺地域から楽浪郡に流入した新興豪族層の墓制である可能性が高い。中国東北部における漢墓資料との比較から、楽浪塼室墓の主流をなす典型的な穹窿式塼天井単室塼室は特に遼東とのつながりが強い。石材天井塼室と横穴式石室は、いずれも穹窿式塼天井塼室と併行して造営された墓制であるため、北朝鮮の学者が主張する塼天井塼室→石材天井塼室→横穴式石室という変化は成立せず、むしろ石材天井塼室は横穴式石室の天井形態が塼天井塼室に導入されたものであり、3世紀中葉から4世紀の平壌地域では穹窿式塼天井単室塼室、石材天井塼室、横穴式石室という三墓制が共存していた。注目すべきは横穴式石室という、それまで見られなかった新墓制の出現であり、その出現時期は2世紀後葉から3世紀前葉にさかのぼり、3世紀中葉以後に本格的に盛行する。したがって、楽浪郡における外来的な墓制の出現は、公孫氏との関係で解釈される。公孫度は中平六年（189年）に遼東太守になると、初平元年（190年）に遼東侯・平州牧を自称し、遼東を支配下に置くと、中国本土から難を逃れるため、多くの人士が山東半島から海路で遼東を経由し、公孫氏支配下の楽浪郡・帯方郡に流入したのであり、新墓制の採用の契機となる。このことから、楽浪郡の在地の墓制に系譜を引くものではなく、外来的墓制である横穴式石室の出現・盛行の背景には、公孫氏による楽浪郡・帯方郡支配、その後の魏による楽浪郡・帯方郡接収、続く西晋による楽浪郡・帯方郡支配という約80年の間に3回も楽浪郡・帯方郡の支配者が交代するなど楽浪郡・帯方郡の情勢が激変するなかで、周辺地域から横穴式石室墓制が流入したのであり、隣接する遼東で後漢後期から板石積石室が造営されていることもこれを裏付ける。
ただし、李淳鎮が主張する、楽浪郡の横穴式石室が高句麗系譜である可能性は依然として残る。それは高句麗初期の横穴式石室を伴う方壇階梯石室積石塚に類例が認められるからであるが、これらはいずれも4世紀以降に編年されているため、楽浪郡の横穴式石室が先行しており、また、当然であるが楽浪郡の横穴式石室は積石塚を伴わない。東潮は、楽浪郡の横穴式石室と集安地域の石室との系統関係は希薄であり、南井里119号墳などの最終形態の横穴式石室は、平壌地域における5世紀代の横穴式石室に継承されず、塼室墓とともに4世紀代で消滅していることを指摘しており、楽浪郡の横穴式石室は、楽浪郡・帯方郡末期に現れ、楽浪的墓制の終焉とともに消滅した墓制といえる。呉永賛は、平壌地域の横穴式石室を高句麗の墓制であるとした上で、その出現を楽浪郡滅亡以後ととらえ、従来どおりの塼室墓が造営され続ける帯方郡地域との違いを指摘するが、この時期の楽浪郡と帯方郡の墓制に違いがあることは確かであるが、平壌地域の横穴式石室は楽浪郡存続時期から存在していた可能性が高く、楽浪郡滅亡以後も継続して造営された墓制とみられる。したがって、楽浪郡地域も帯方郡地域と同様に、滅亡以後ただちに高句麗の墓制に転換するのではなく、滅亡前に流入してきた新興集団がある程度存続し、従来の墓制が継続していた。高久健二は、「朝鮮の研究者は平壌地域の初期横穴式石室墓を高句麗の墓制ととらえるが、仮に高句麗の墓制であったとしたならば、なぜ平壌地域における5世紀代の横穴式石室へ継承されないのか説明が必要である。遼東・山東など高句麗以外の地域を含めて比較検討すべきであると考える」と指摘している。

## 代表的・特異な構造石室
- 石舞台古墳（奈良県高市郡明日香村）巨大な花崗岩を積み上げた両袖式の石室。石棺は、凝灰岩製の家形石棺であったと推定されている。
- 見瀬丸山古墳（奈良県橿原市）全長28.4メートルで、全国第1位の規模である。最も大きな石材は100トンにも達すると推定されている。
- 花山塚古墳（奈良県桜井市）朝鮮半島の磚槨墳によく似た、磚（レンガ）積みの石室。被葬者は渡来系と推定される。
- 文殊院西古墳（奈良県桜井市）切石積みの精美な石室。横穴式石室の最終形とみられる。
- 奈良古墳群10号墳(群馬県沼田市)石室がトの字形という類例の少ない構造を持つ。
- 権現山2号墳(群馬県伊勢崎市)東枕を意識したのか、羨道に対して玄室が90°折れ曲がって作られている。
- 段の塚穴（徳島県美馬郡美馬町）の太鼓塚・棚塚2古墳の石室は、天井の内面がいくらか弓状に盛り上がり、平面形が胴張りで膨らんでいる形状に工夫されている。周辺の26基の古墳も同じような工夫が成されている。

## ギャラリー

### 畿内型石室の変遷

宮山塚古墳（奈良県平群町） 片袖式・ドーム状天井。5世紀末。
柿塚古墳（奈良県平群町） 片袖式・持ち送り天井。6世紀初頭。
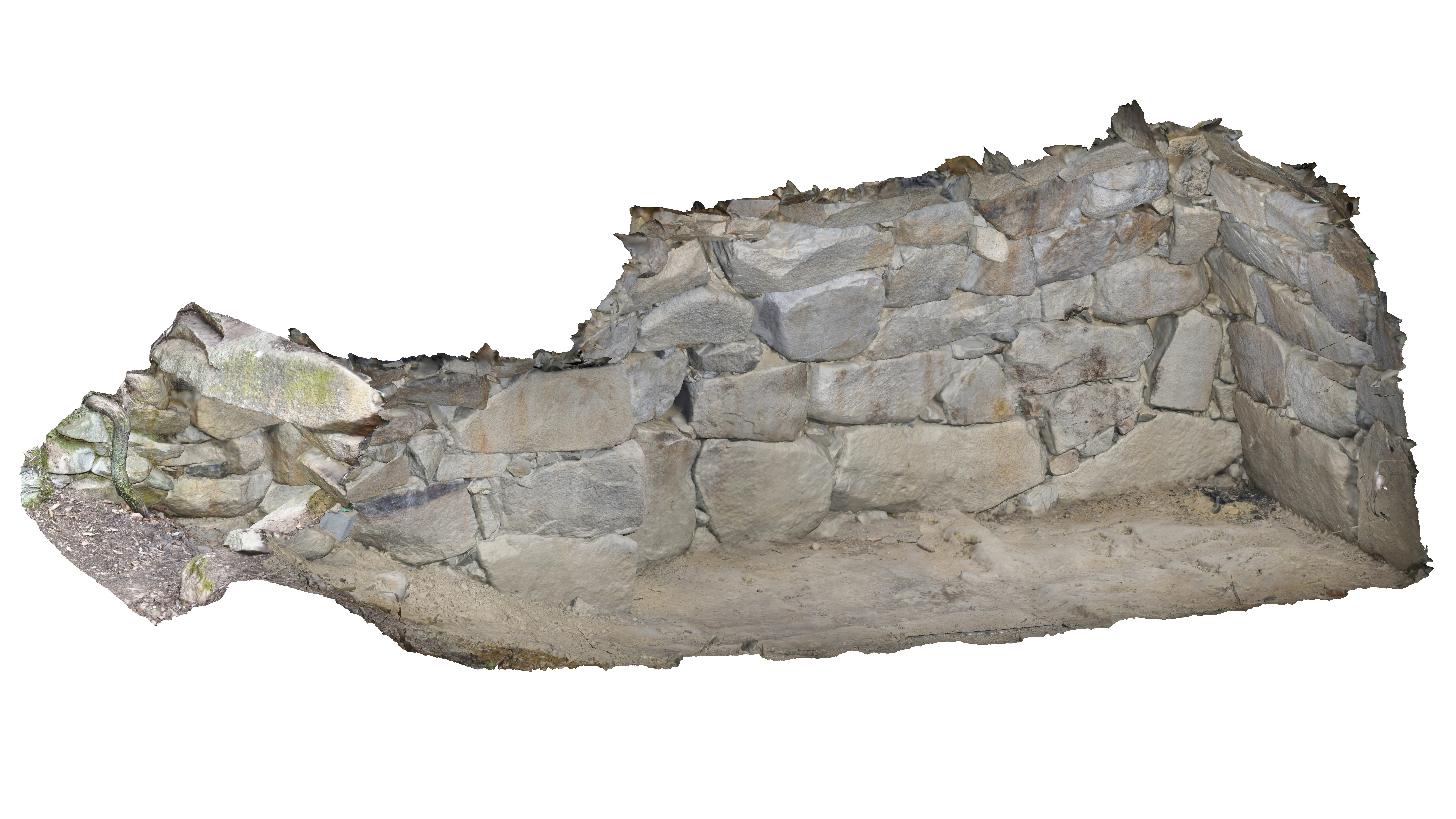
勝福寺古墳（兵庫県川西市） 片袖式・持ち送り天井。6世紀初頭。
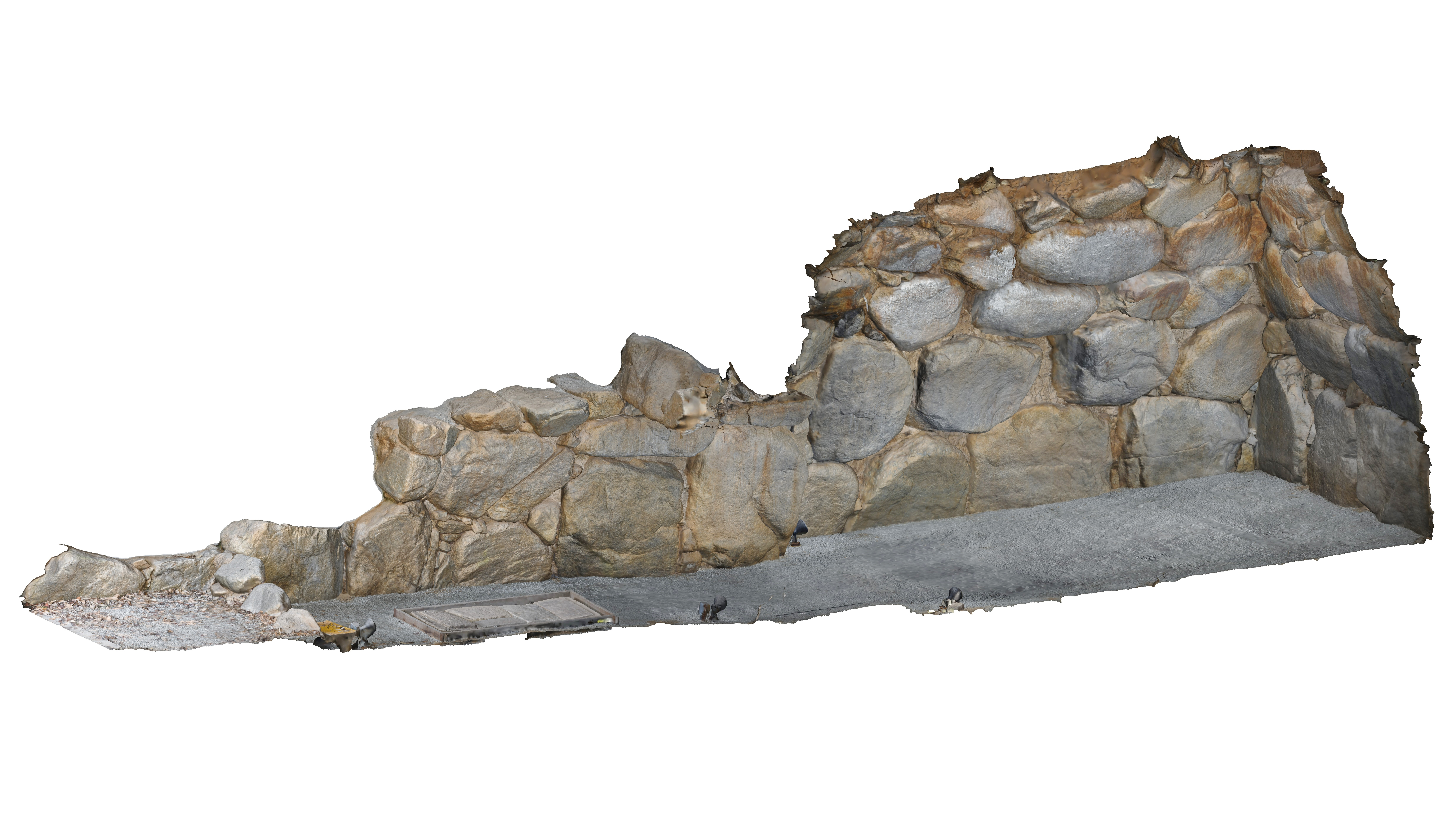
平林古墳（奈良県葛城市） 両袖式、壁面5-6段、袖石2段。6世紀後半。
赤坂天王山古墳（奈良県桜井市） 両袖式、奥壁3段・側壁4段、袖石1段。6世紀末（崇峻天皇陵説）。
石舞台古墳（奈良県明日香村） 両袖式、奥壁・側壁3段。7世紀初頭（蘇我馬子墓説）。
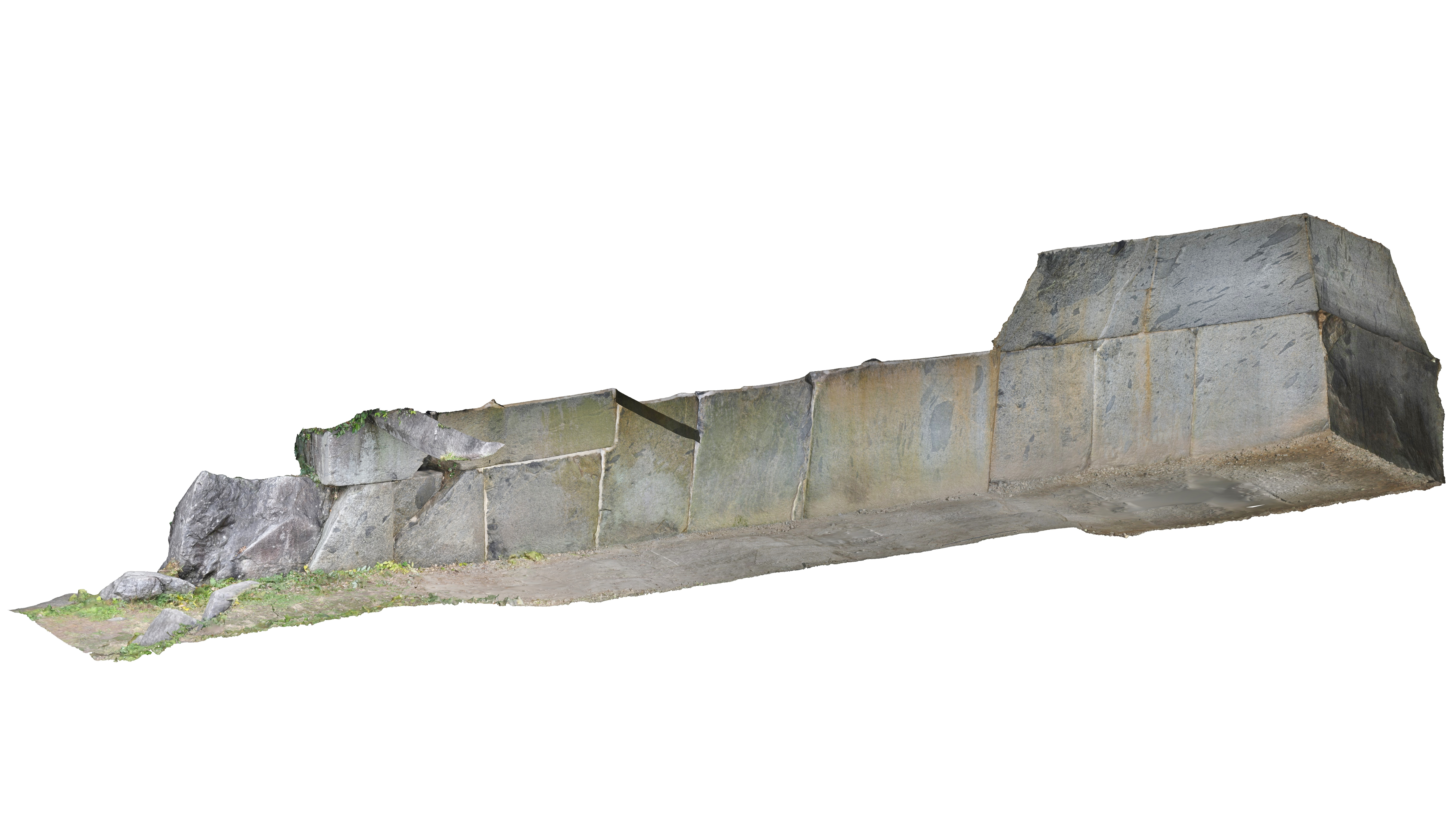
岩屋山古墳（奈良県明日香村） 両袖式、奥壁・側壁2段。7世紀前半。
西宮古墳（奈良県平群町） 両袖式、奥壁・側壁1段。7世紀中葉（山背大兄王墓説）。
オーコ8号墳（大阪府羽曳野市） 横口式石槨、羨道・前室・石槨部。7世紀中葉。
観音塚古墳（大阪府羽曳野市） 横口式石槨、羨道・前室・石槨部。7世紀中葉。
平野塚穴山古墳（奈良県香芝市） 横口式石槨、短羨道・石槨部。7世紀後半-末（茅渟王墓説）。
御嶺山古墳（大阪府太子町） 横口式石槨、石槨部のみ。7世紀末-8世紀初頭（孝徳天皇陵説）。

### 地方石室

常陸の装飾古墳 虎塚古墳レプリカ（茨城県ひたちなか市）。
上野の截石切組積石室 宝塔山古墳（群馬県総社市）。
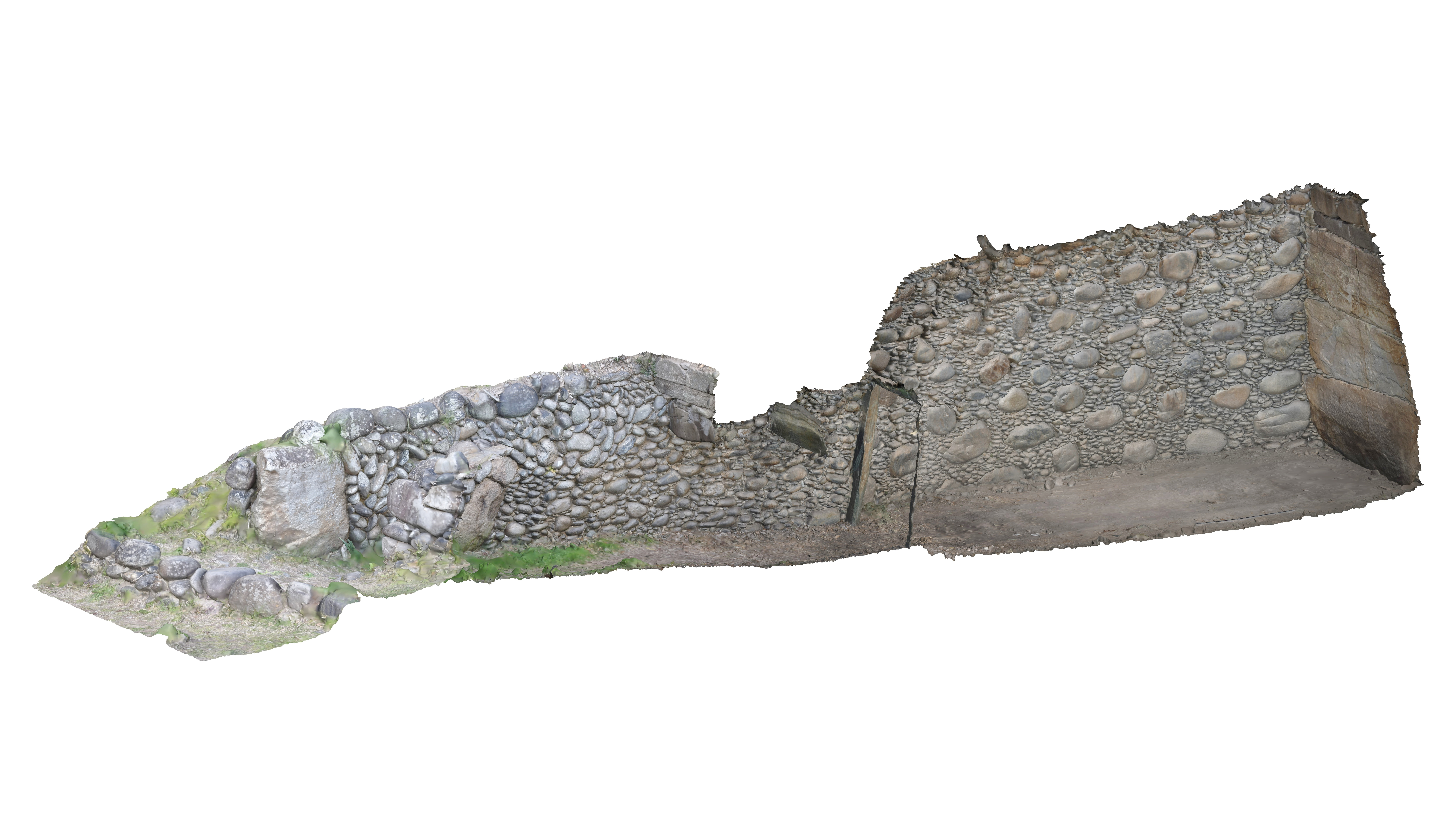
上野南西部（藤岡）の模様積石室 伊勢塚古墳（群馬県藤岡市）。小石を積み上げる。
下総の貝化石石室 上宿古墳（千葉県印西市）。多量に貝化石を含む。
信濃の合掌形石室 竹原笹塚古墳（長野県長野市）。
伊勢・志摩の高倉山型石室 塚穴古墳（三重県志摩市）。長大玄室・短小羨道。
大和南東部（桜井・宇陀）の磚積石室 花山塚古墳（奈良県桜井市）。
紀伊の岩橋型石室 将軍塚古墳（和歌山県和歌山市）。高天井・石梁・石棚。
因幡の中高式石室 鷺山古墳（鳥取県鳥取市）。玄室中央部が1段高い断面凸型・線刻壁画。
出雲東部の石棺式石室 飯梨岩舟古墳（島根県出雲市）。
阿波の段の塚穴型石室 野村八幡古墳（徳島県美馬市）。胴張り平面形・ドーム状天井・石棚。
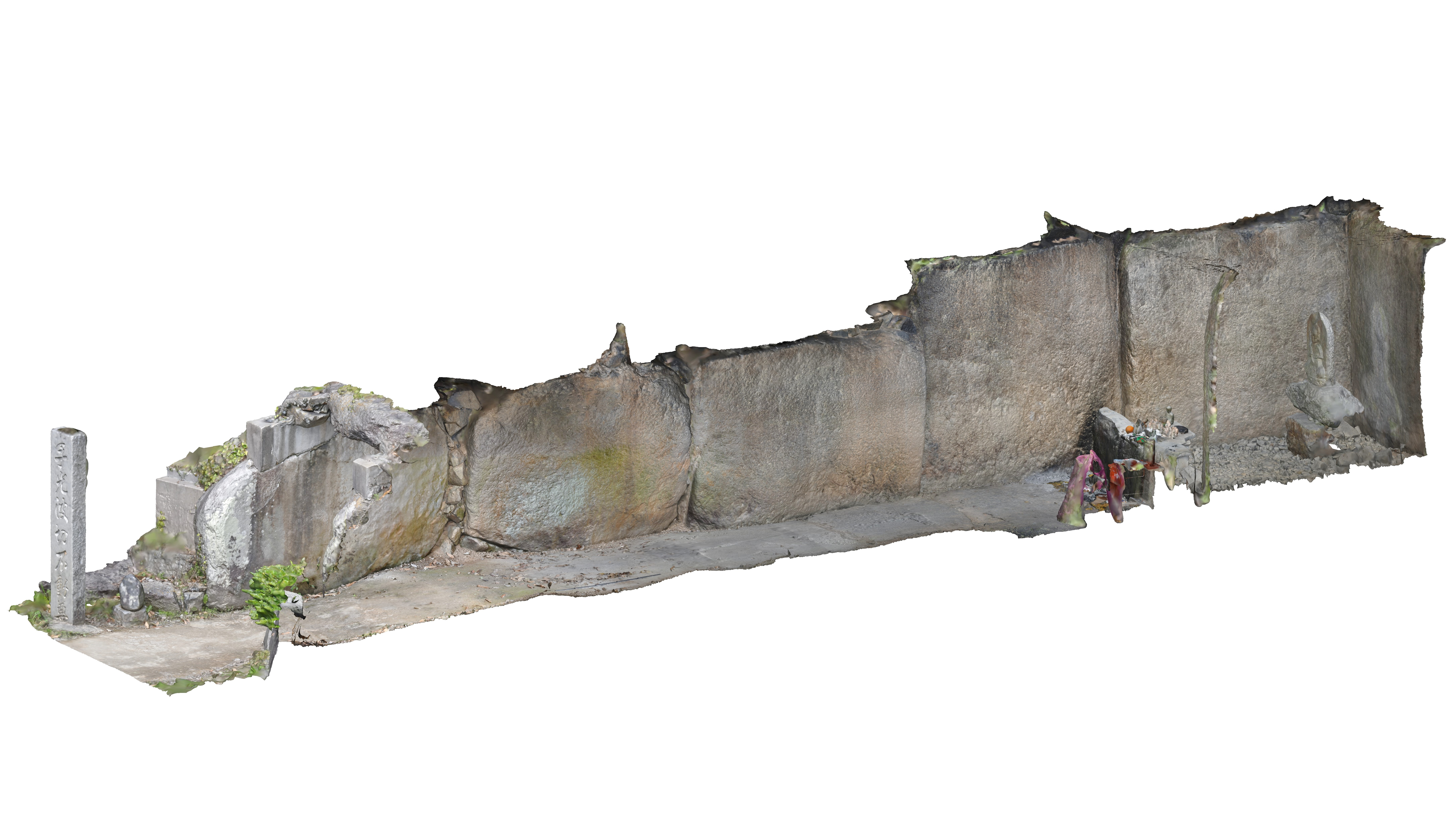
筑前北部（宗像）の横口式石槨系横穴式石室 手光波切不動古墳（福岡県福津市）。
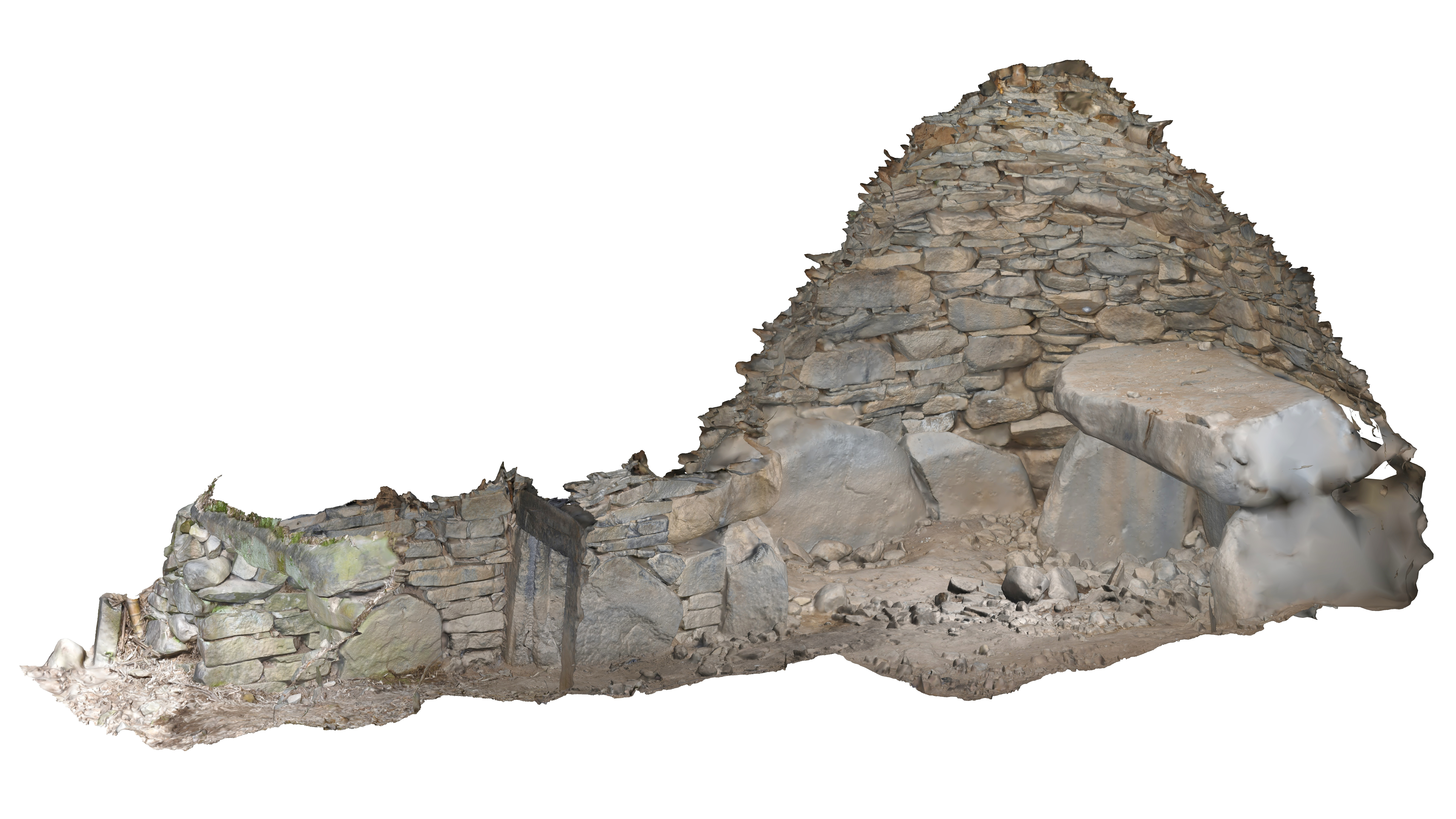
肥後の肥後型石室 二軒小屋古墳（熊本県熊本市）。ドーム状天井・石屋形・腰石。
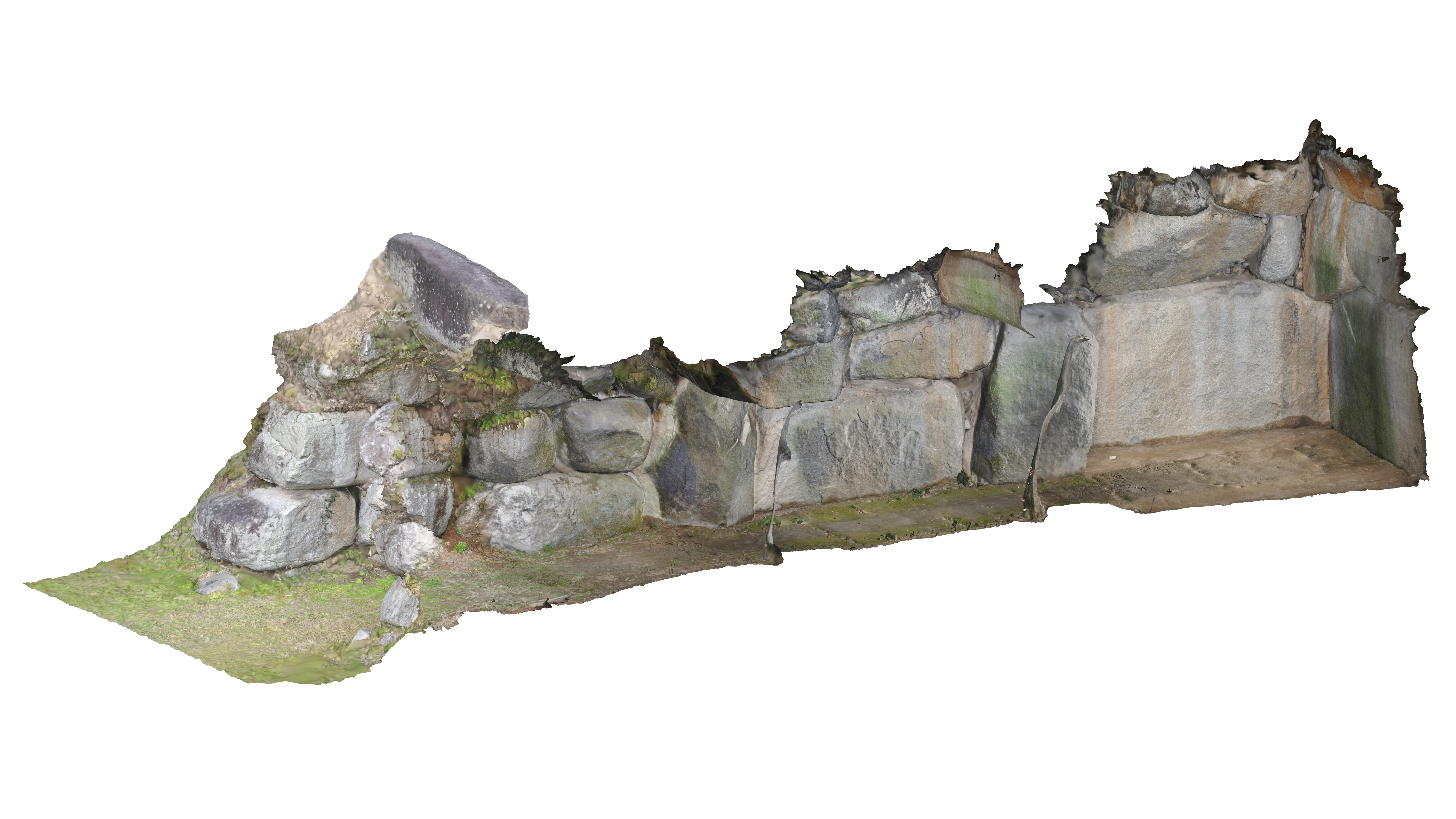
豊前の巨石墳 橘塚古墳（福岡県みやこ町）。複室構造の石室としては最大級の規模。
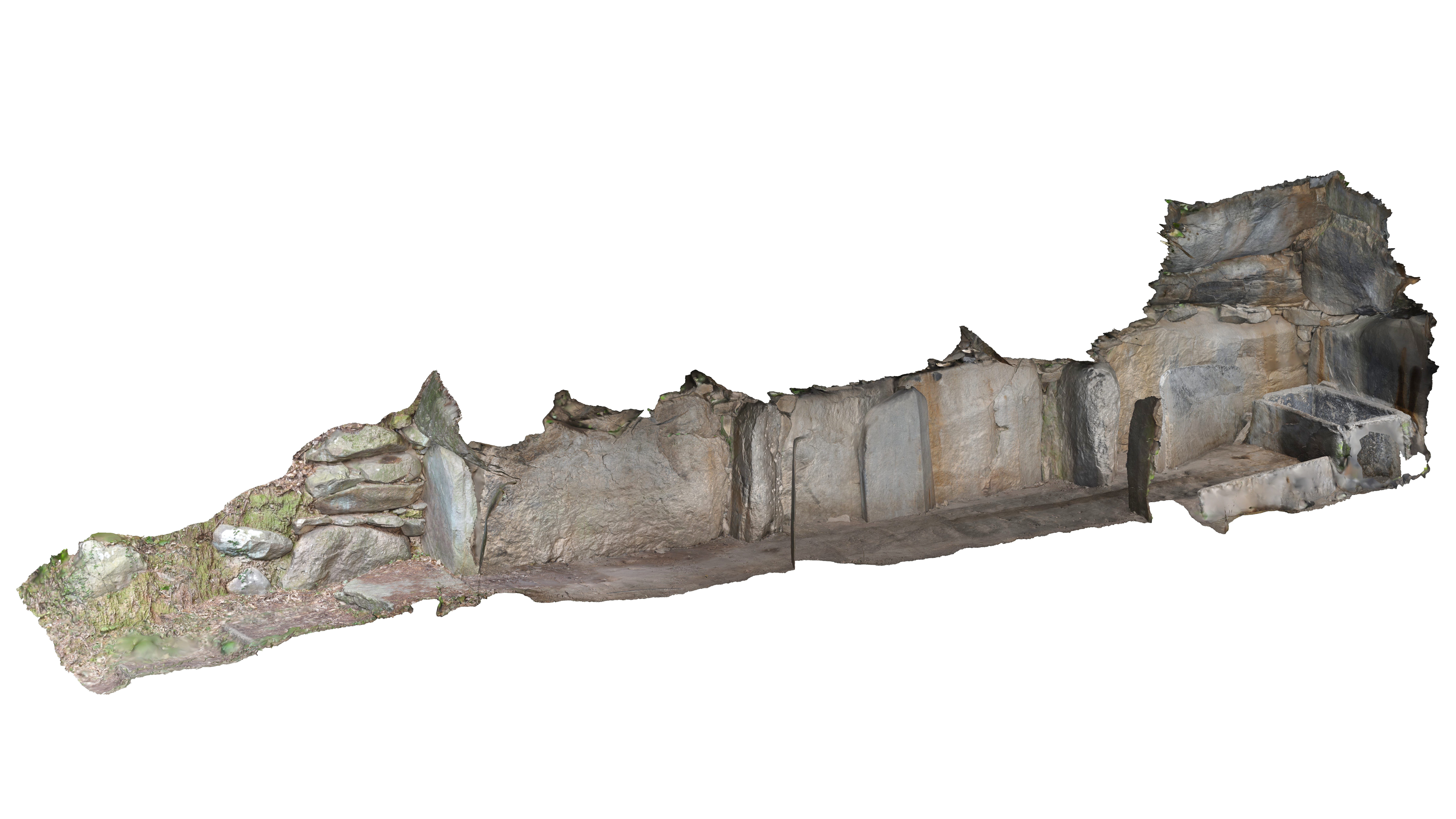
壱岐の巨石墳 笹塚古墳（長崎県壱岐市）。3室構造。

### 平面形特異石室

平面L字形石室 金比羅山古墳（群馬県甘楽町）。
平面T字形石室 稲荷山古墳（兵庫県丹波篠山市）。
平面ト字形石室 奈良10号墳（群馬県沼田市）。
平面十字形石室 尾市1号墳（広島県福山市）。
片袖式2室連結石室 二室塚古墳（大阪府八尾市）。